# José López Lara
José López Lara fue un sacerdote y obispo mexicano que en su último cargo se desempeñó como Obispo de San Juan de los Lagos. 

## Primeros años
Nació en Moroleón, Guanajuato, el 19 de marzo de 1927, en plena persecución callista (la guerra cristera) , siendo el undécimo hijo de una familia cristiana. Sus padres fueron don Mateo López y doña Eustorgia Lara.
Fue bautizado el 24 de junio por el padre Eleuterio Raya, moroleonés que era vicario en Pénjamo, pero por la persecución callista se tuvo que refugiar en su pueblo natal.
Durante su niñez aprendió a leer en la escuela de las Religiosas Josefinas (el Colegio Fray Miguel F. Zavala), y posteriormente estudió en la escuela parroquial de los padres agustinos.
Niño de ánimo alegre y sonriente, fue parte del grupo de acólitos del padre Pedro Chávez.
Después de acudir al catecismo parroquial, hizo su primera comunión a la edad de 7 años en el templo de Nuestra Señora del Carmen, en Morelia, el cual estaba a cargo de su hermano, el sacerdote y escritor Ramón López Lara. Así pues, Recibió por primera vez a Cristo de las manos de su hermano Ramón.
En 1940 inició sus estudios en el seminario, los cuales interrumpió durante 2 años para estudiar Derecho en la Ciudad de México. Esos años lograron que reafirmara su vocación sacerdotal y regresó al seminario.

## Sacerdocio
Recibió su ordenación sacerdotal el 19 de septiembre de 1953. Su primera misa cantada fue en Zinapécuaro, Michoacán, en octubre del mismo año y su segunda, solemnísima, el 15 de enero de 1954 en el templo del Señor de Esquipulitas de Moroleón.
Su primer ministerio sacerdotal fue ser vicario cooperador de la parroquia de San José de Morelia.

## Obispo
Fue ordenado V Obispo de Huajuapan de León el 2 de febrero de 1968.
Posteriormente fue trasladado a San Juan de los Lagos, iniciando su labor ahí el 4 de septiembre de 1981.

## Fallecimiento
Siendo obispo de San Juan de los Lagos sufre una larga enfermedad que lo lleva finalmente a ser hospitalizado a Morelia, Michoacán, donde entrega su espíritu al Señor el sábado 25 de abril de 1987 a las 11:45 a. m. El lunes siguiente a las 11:00 a. m. Solemne concelebración Eucarística, presidida por el Excmo. Sr. Arzobispo de Mérida, Yucatán, Manuel Castro Ruiz.
Signo de aprecio, de fraternidad y comunión eclesial fue la presencia de 15 obispos de la república, 320 sacerdotes, seminaristas, religiosos (as) y laicos. Todos participando en oración por el eterno descanso del amigo, del pastor José López Lara.
Sus restos fueron inhumados en la capilla lateral izquierda de la Catedral Basílica de Nuestra Señora de San Juan de los Lagos el 27 de abril de 1987.
Durante su vida consagrada apoyó constantemente a la formación de nuevos sacerdotes en el seminario, en sus parroquias y diócesis dio un impulso continuo a la ayuda a los pobres y a los menos protegidos. Su presencia y motivación a los grupos laicos en su trabajo pastoral también fue su labor diaria.
| Predecesor: Francisco Javier Nuño y Guerrero | Obispo de San Juan de los Lagos - | Sucesor: José Trinidad Sepúlveda Ruiz-Velasco |
| Predecesor: Celestino Fernández y Fernández  | Obispo de Huajuapan de León -     | Sucesor: José de Jesús Aguilera Rodríguez     |

- Datos: Q18222793
- Multimedia: José López Lara / Q18222793